# Linden (West-Australië)
Linden is een spookdorp in de regio Goldfields-Esperance in West-Australië.

## Geschiedenis
In 1895 werd in de streek goud gevonden. Het eerste jaar werden vier leases opgenomen, een op naam van Green, McClelland en de gebroeders Pyke, een op naam van Linden, Hartigan en Burgess, en twee op naam van Goodrich, Hayward en Haunort.
De beheerder van de streek, Owen, stelde voor er een dorp te stichten en het Griffithston te noemen. De leidende ambtenaren van het departement ruimtelijke ordening vonden die naam niet geschikt. Ze verkozen Linden. Mount Linden bevond zich net ten zuiden van de dorpslocatie, en werd vermoedelijk naar bovengenoemde goudzoeker vernoemd. Het dorp Linden werd in 1897 officieel gesticht. Op het einde van de eeuw was er een hotel actief, het Linden Hotel.
In 1907 telde Linden een zeventigtal inwoners, een pension en enkele winkels. Er werd dat jaar een windmolen nabij de enige waterbron van het dorp geplaatst. In 1913 werden een nieuw hotel, een smederij en een bakkerij geopend. Een timmerman en een kapper startten dat jaar hun activiteiten op. Tegen de jaren 1920 werd het goudveld enkel nog door individuele goudzoekers bezocht. In 1932 sloten het hotel en de bakkerij de deuren. De laatste winkel ging toe rond 1939-40. In 1946-47 was er kort een staatsschooltje actief.
In de jaren 1980 waren er rondom het verlaten dorp enkele goudmijnen in dagbouw actief.

## 21e eeuw
Linden maakt deel uit van het lokale bestuursgebied (LGA) Shire of Menzies, waarvan Menzies de hoofdplaats is. Er wordt op het Linden-goudveld nog steeds sporadisch naar goud gezocht.

## Ligging
Linden ligt 950 kilometer ten noordoosten van de West-Australische hoofdstad Perth, 133 kilometer ten zuidzuidoosten van het aan de Goldfields Highway gelegen Leonora en 70 kilometer ten noordoosten van Menzies.

## Klimaat
Linden kent een warm woestijnklimaat, BSw volgens de klimaatclassificatie van Köppen.